# Lumbier
Lumbier è un comune spagnolo di 1 403 abitanti situato nella comunità autonoma della Navarra.